# Cruz (Ceará)
Cruz es un municipio brasileño del estado del Ceará. El municipio cuenta con 22.114 habitantes (censo del IBGE - 2007) y 334 km ². Fue creado el 14 de enero de 1985 después de ser liberado de Acaraú a través de un plebiscito.

## Etimología
El topónimo de la Cruz es una alusión a los acontecimientos que sucedieron por el río Acaraú. Según la tradición oral, una ciudad floreció en la río Acaraú desde una gran cruz plantada por los vecinos para honrar a un trabajador migrante que murió durante la huida de la sequía en 1825. Otra versión dice que la cruz se habría llamado a fin de indicar el lugar donde fue asesinado un hombre en una emboscada por el padre, por razones de honor. Su nombre original era la Cruz de San Francisco después de Croacia y desde 1965, Cruz.

## Historia

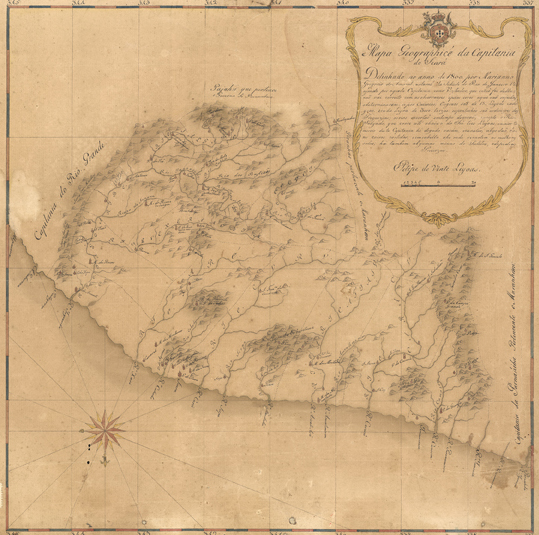
Mapa de Ceará en 1800, con énfasis en la Cruz.

Ubicado en la zona de los indios Tremembé, un espacio conocido y fijado por los portugueses en el siglo XVII. Se reconoce como distrito de Acaraú en 1958 debido a la re-división de las tierras de los distritos de entonces Aranaú y Jericoacoara es desmembrado en 1985 y la ciudad de Acaraú como Croatá, y un año después de recibir su nombre actual, Cruz.

## Política
La administración municipal está situado en la localidad de Cruz.

## Subdivisión
La ciudad tiene dos distritos: Cruz (la sede) y Caicara.

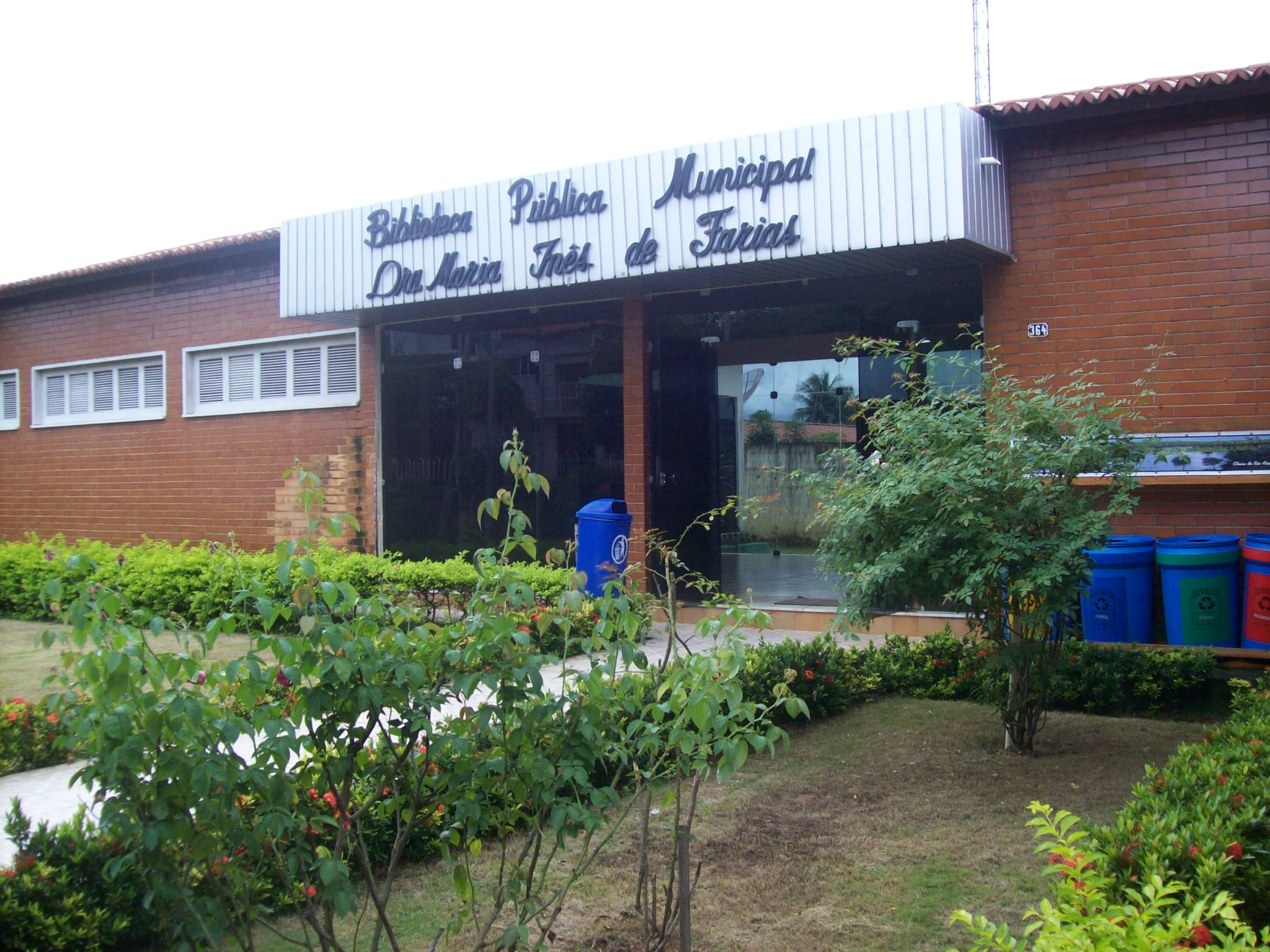
Biblioteca pública municipal Dra. Maria Inês de Farias.

## Geografía

### Clima
Tropical caliente semiáridas, templadas y saludable, debido a la proximidad al mar con una precipitación media de 1093 mm, con lluvias concentradas de enero a abril.

### Hidrografía y recursos hídricos
Las principales fuentes locales de agua son en su mayoría Coreaú la Cuenca del Río y en el lado este de estas fuentes son parte de Río Acaraú. La cuenca entera es formado por los arroyos: de Dentro, do Paraguai e da Poeirada Poeira, do Paraíso, do Mourão; lagoas: de Jijoca, da Cruz, do Jenipapeiro, Salgada, do Belém, Velha, do Cedro, dos Caboclos, dos Monteiros, da Formosa, do Junco, Redonda, das Moças, y dos Tanques. Todavía quedaba presa del mural que atraviesan su territorio.

### Relieve
Predomina en la región de la Cruz a la llanura costera, con campos de dunas móviles y fijas, y las formas planas con la muesca débil de los drenajes de las bandejas, las altitudes están por debajo de los cien metros, la culminación de la Serrote de Cajueirinho, y otros temas pertinentes de su socorro y Alto del Cedro Alto del Pozo, de entrada Jericoacoara, sierra de Jericoacoara. Allí se encuentran los suelos podzólico y arena de cuarzo distrófica.

### Vegetación
La vegetación local se compone de bosque en la parte trasera de las dunas (gramíneas y hierbas) y las bandejas de la vegetación, con especies de la caatinga se fusionó con especies de bosque húmedo.

## Economía

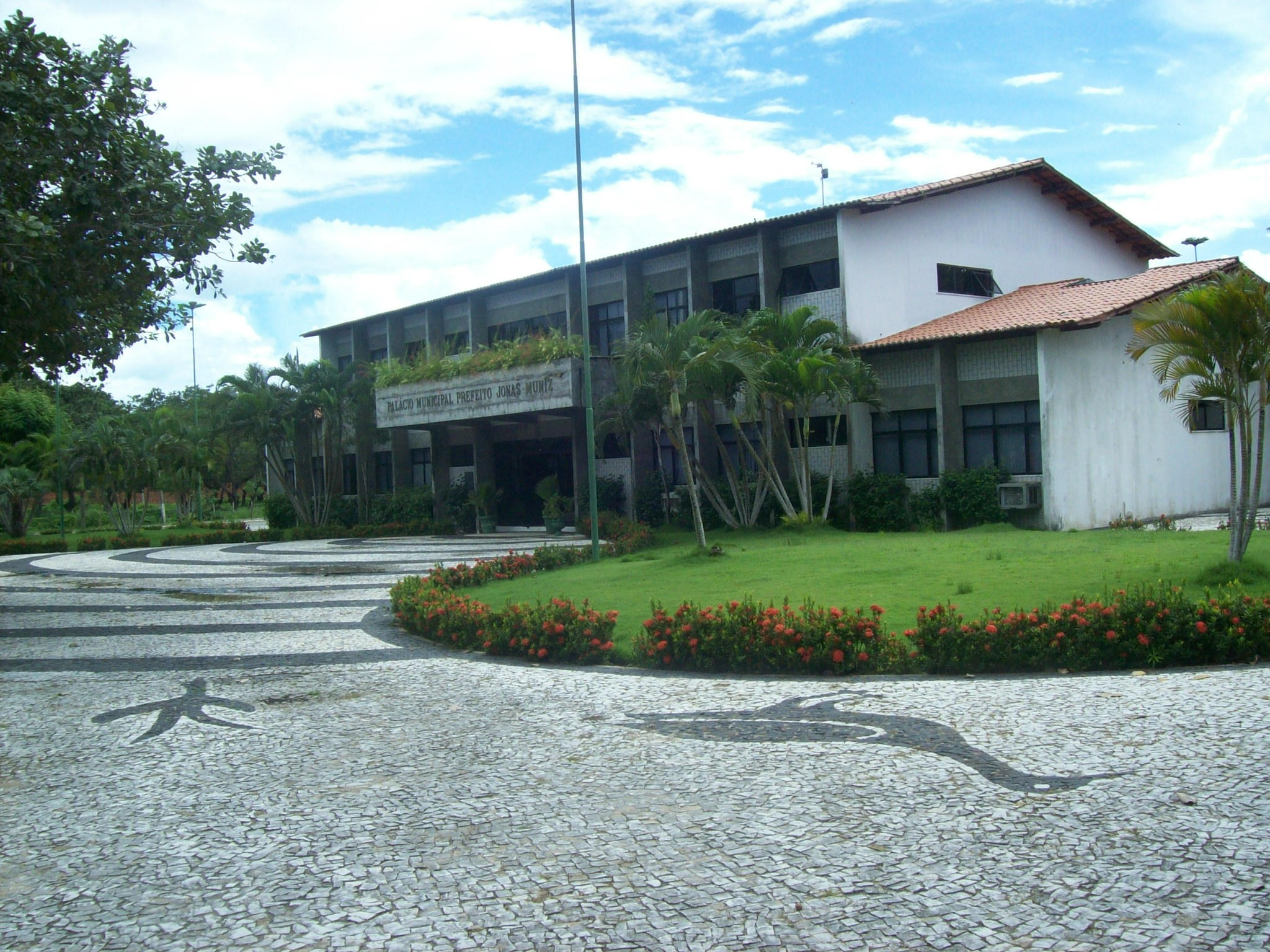
Palacio municipal Prefeito Jonas Muniz, ubicado en el centro administrativo 14 de Enero

La economía de la ciudad se concentra en la agricultura, que produce castañas de cajú, yuca, maíz, frijol, algodón, batata, sandía, coco y carnauba.
La ganadería es también una fuente de empleo e ingresos para parte de la población.
El comercio de Cruz es de gran importancia para la economía del municipio, contando con tiendas de telas, tiendas de abarrotes, zapaterías, electrodomésticos, ropa, abarrotes, tiendas departamentales, farmacias, entre otros.
La artesanía también está muy presente en la ciudad, con su producción diversificada: bordados, encajes a rabieta, balcones (hamaca), hamacas, ganchillo, red de pesca, etc.

## Cultura
Los principales eventos culturales son:
- Emancipación (14 de enero)
- Día de la parroquia (6 de abril)
- Fiesta del distrito de Caiçara (22 de mayo)
- Festival de Junín - Durante el mes de junio en las escuelas
- Fiesta de Patrona San Francisco (24 septiembre-4 octubre)
- Fiesta de Nuestra Señora de Gracia (fin de semana de 2 de noviembre)